# الفضول (مصطلح)

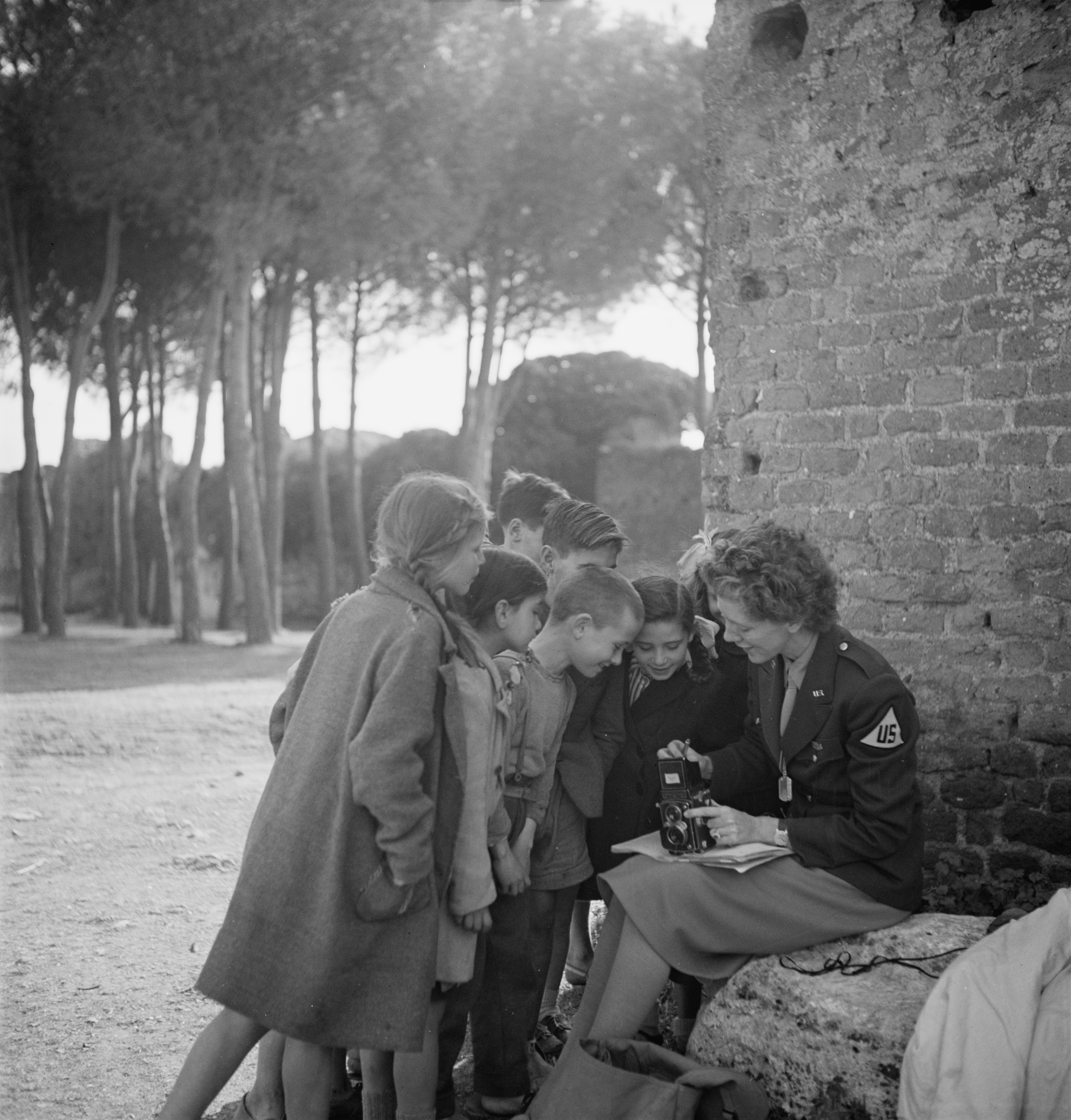
أطفال يستحوذ عليهم الفضول يتجمعون حول المصورة الفوتوغرافية توني فريسيل (Toni Frissell)، وينظرون إلى الكاميرا الخاصة بها

الفضول (بالإنجليزية: Curiosity) (من الكلمة اللاتينية curiosus «متوق ومكد فضولي» ومتعلق بـ cura «الاهتمام») هي صفة متعلقة بالتفكير الفضولي مثل الاستجلاء والبحث والتعلم، ويتضح من خلال الملاحظة لدى الإنسان والعديد من أنواع الحيوانات[بحاجة لمصدر]. ويمكن استخدام المصطلح أيضًا للدلالة على السلوك ذاته الناجم عن عاطفة الفضول. ونظرًا لأن هذه العاطفة تمثل تعطشًا للمعرفة، فإن الفضول يُعتبر قوة دافعة رئيسية وراء إجراء الأبحاث العلمية وغيرها من مجالات الدراسات الإنسانية الأخرى.

## الأسباب

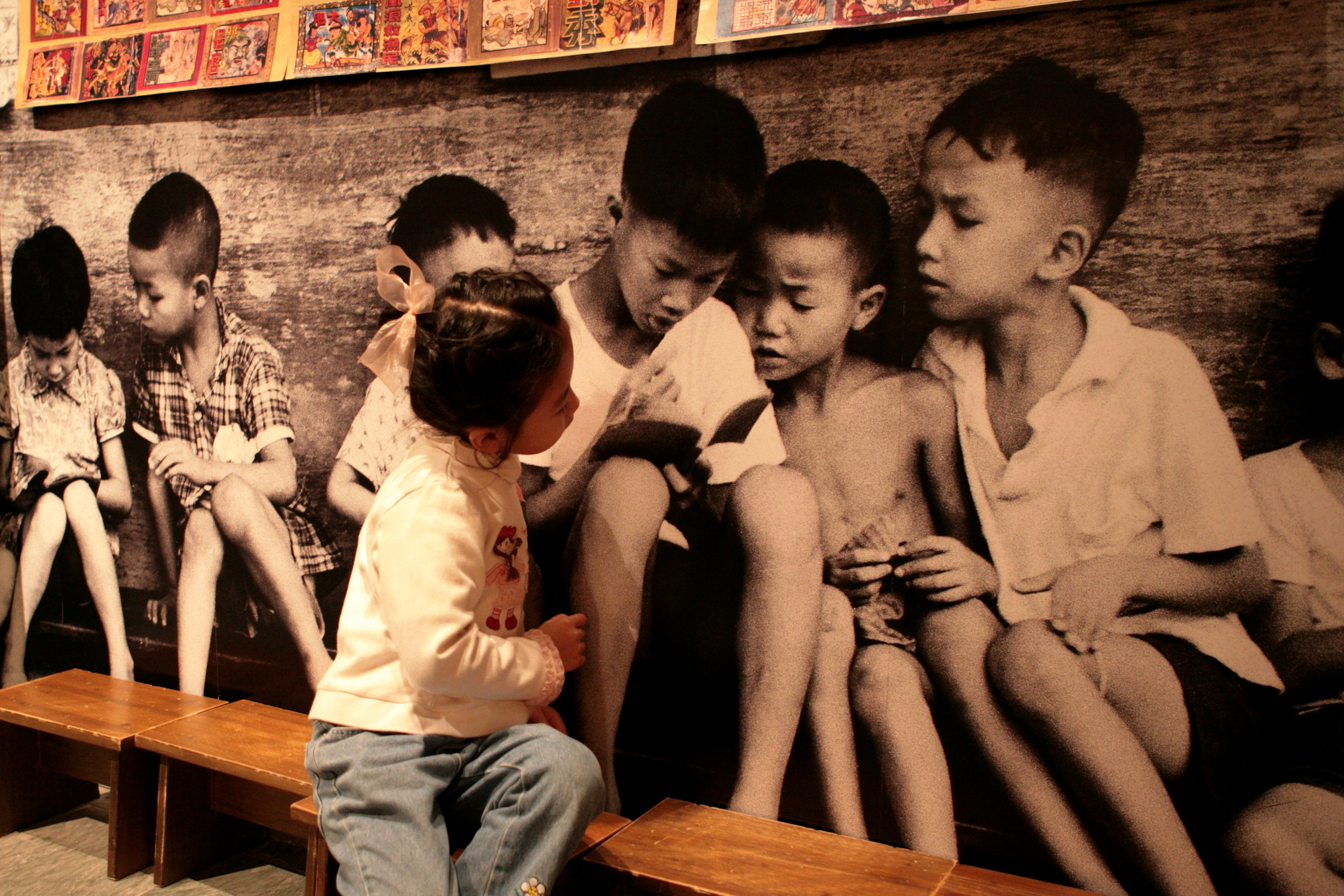
الأطفال يتلاحمون لرؤية ماذا يقرأ أصدقاؤهم.

على الرغم من أن لدى العديد من الكائنات الحية قدرة فطرية للفضول، فإنه لا ينبغي أن تصنف على أنها غريزة نظرًا لأنها ليست نمطا سلوكيا ثابتا؛ بل إنها عاطفة أساسية فطرية لأنه بينما يمكن التعبير عن الفضول بطرق شتى، فإن التعبير عن الغريزة هو عادة أكثر ثباتًا وأقل مرونة. ويُعتبر الفضول شائعًا بالنسبة للكائنات البشرية في جميع الأعمار بدءًا من الطفولة ومرورًا بالمراهقة، ومن السهل ملاحظته عند الكثير من أنواع الحيوانات. ومن بين هذه الأنواع القرود والقطط والقوارض والسمك والزواحف والحشرات؛ وأنواع أخرى كثيرة.[بحاجة لمصدر]

## افتراضات
يجري تقاسم العديد من مجالات الاستكشاف فيما بين جميع الكائنات، فجميع الكائنات الأرضية تتشارك في جوانب متشابهة: محدودة الحجم والحاجة إلى البحث عن مصادر الغذاء.[بحاجة لمصدر]
وفي الواقع، وفي تطور هذه العاطفة كعجب أو إعجاب، فإن الفضول بشكل عام هو الذي يجعل الكائن البشري يرغب في أن يصبح خبيرًا في مجال المعرفة.[بحاجة لمصدر] وعلى الرغم من أن البشر يُعتبرون في بعض الأحيان فضوليين على نحو خاص، [بحاجة لمصدر] فإنهم يبدون في بعض الأحيان مفتقدين لهذه العاطفة عند مقارنتهم بالحيوانات الأخرى.[بحاجة لمصدر]. وما يحدث على ما يبدو هو أن الفضول البشري حول الفضول نفسه (أي ما وراء الفضول أو ما وراءالاهتمام)،[بحاجة لمصدر] جنبًا إلى جنب مع القدرة على التفكير بطريقة مجردة، يؤدي إلى المحاكاة والتخيل والخيال - وهو ما يؤدي في نهاية المطاف إلى طريقة بشرية للتفكير على نحو خاص («السبب» البشري)، والتي تُعتبر طريقة مجردة أو ذاتية الإدراك أو واعية.[بحاجة لمصدر]

## المخ
ترتبط الدرجة التي يقول بها الشخص أن لديه فضولاً بشأن الأسئلة التافهة بالنشاط في كل من باحة بروكا في التلفيف الجبهي السفلي الأيسر وفي النواة في العقد القاعدية.[بحاجة لمصدر] وهذا يشير إلى أن الأشخاص الذين ينتابهم الفضول تنشط لديهم ليس فقط أجزاء من المخ الذي يدرك ويتوقع المعلومات، ولكن أيضًا تلك الأجواء التي تكون فيها هذه المعلومات بمثابة معزز ثانوي أو مكافأة. كما يزيد الفضول من النشاط في الأجزاء الخاصة بالذاكرة مثل الحصين عندما يخمن الأشخاص أسئلة تافهة بشكل غير صحيح - وهذا يشير إلى أنه قد يعمل لتعزيز الذاكرة طويلة المدى للشخص بشأن الحصول على معلومات جديدة. وتوقع هذا النشاط المرتبط بالفضول استدعاءً أفضل للإجابات المفاجئة بعد أسبوع واحد أو أسبوعين.
وتساهم مستقبلات الدوبامين في جزء من الحُصين يُسمى التلفيف المسنن في توليد سلوك استكشافي عفوي لدى الفئران،[بحاجة لمصدر] الذي قد يكون أقرب إلى الفضول عند البشر. وهذه المستقبلات، والبروتين NCS-1 الذي ينظم تعبيرهم، تلعب أيضًا أدوارًا هامة في المرونة والتعلم وبالتالي قد تمثل ارتباطًا جزئيًا بين الذكاء والفضول.

## الفضول المرضي

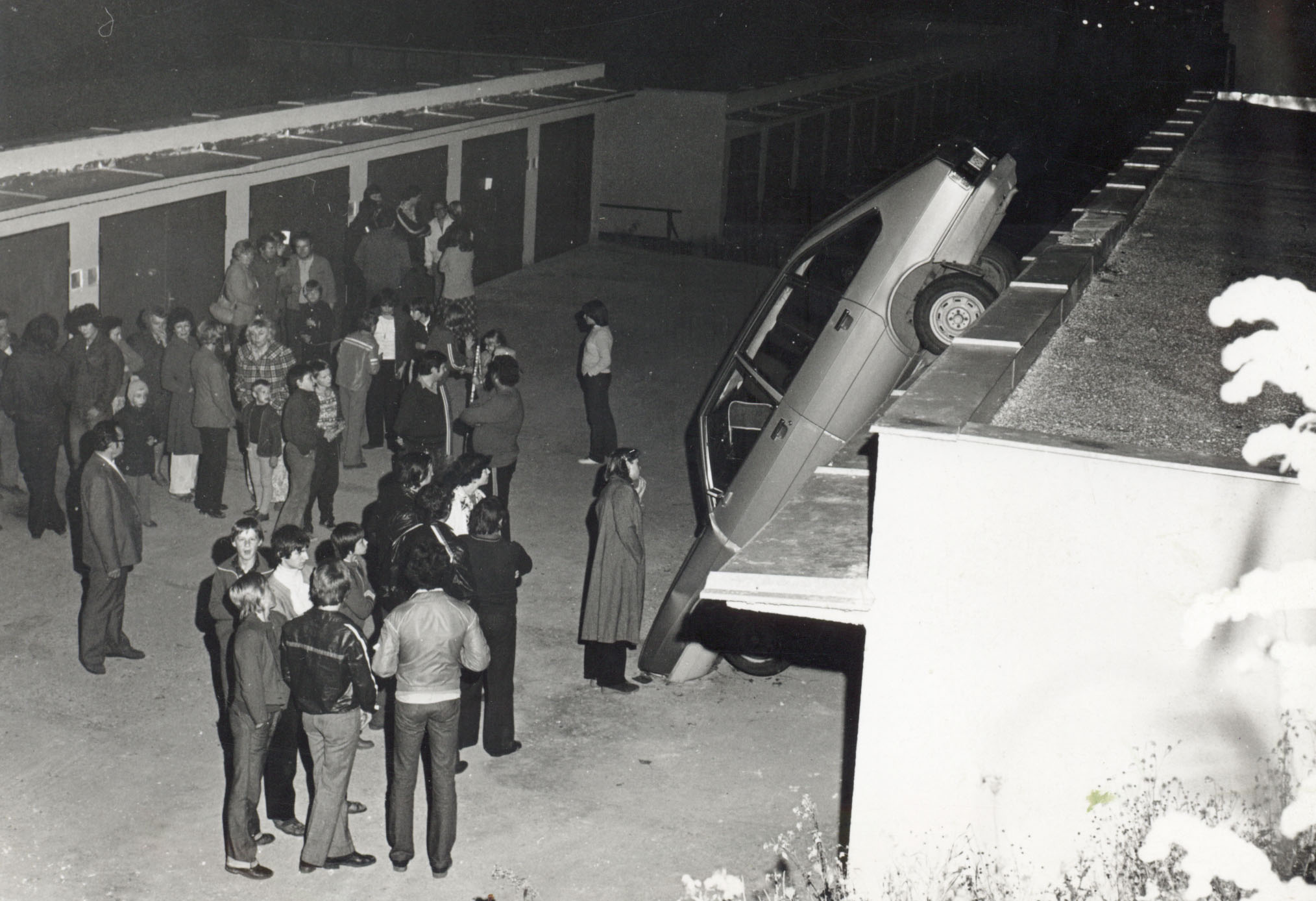
حشد من الناس يتجمهر حول موقع حادث سيارة في تشيكوسلوفاكيا عام 1980.

الفضول المرضي هو مثال على الفضول الإدماني، هدفه هو الموت أو العنف أو أي حدث آخر قد يسبب ضررًا جسديًا أو عاطفيًا (انظر أيضًا: الفيلم الإباحي)، وتتضح العاطفة الإدمانية من خلال المشاعر الفوقية الأمر الذي يمثل ضغطًا على الفضول العفوي نفسه[بحاجة لمصدر] وفقًا لأرسطو، في كتابه الشاعرية فنحن «نستمتع بتأمل الصور الأكثر دقة لأشياء تكون رؤيتها أمرًا مؤلمًا لنا.» (وغالبًا ما يُشار إلى هذا الجانب من طبيعتنا باسم «متلازمة حادث السيارة» أو «متلازمة حادث القطار»، وهو مأخوذ من عجز مفترض للمارة لتجاهل مثل هذه الحوادث.)

## كتابات أخرى
- Curiosity and Exploration. Susan Edelman (1997) http://www.csun.edu/~vcpsy00h/students/explore.htm